# 매교초등학교
매교초등학교(梅橋初等學校)는 경기도 수원시에 있는 공립 초등학교이다.2025년 3월 25일에 개교함

## 학교 연혁
- 2025년 3월 1일 : 개교